# Hubert Arnold
Hubert E. „Tex“ Arnold (* 2. März 1945 in Temple, Texas; † 22. August 2019 in Atlantic City, New Jersey) war ein US-amerikanischer Jazzmusiker (Piano, Arrangement,  Komposition), der sich vor allem als Begleitmusiker in der New Yorker Cabaret-Szene hervortat.

## Leben und Wirken
Arnold wuchs in Temple, Texas, auf. Er besuchte die Michigan State University in East Lansing, wo er bei H. Owen Reed studierte. Er erhielt 1966 einen Bachelor of Music und 1970 einen Master in Komposition. Im folgenden Jahr besuchte er die Juilliard School in New York und studierte bei Hall Overton. Seine erste berufliche Tätigkeit war als Arrangeur für die US Military Academy Band in West Point (New York). Arnold zog anschließend nach New York City und begann seine Karriere im dortigen Musikgeschäft.
Er hat Orchestrierungen für die American Songbook-Reihe des Lincoln Center und für Hommagen an die Songwriter-Teams Alan und Marilyn Bergman sowie Betty Comden und Adolph Green in der Carnegie Hall verfasst. Als Pianist begleitete er die Broadway-Stars Melissa Errico im Cafe Carlyle und Barbara Cook bei Konzerten im ganzen Land, darunter Auftritte im LA Music Center und in der Carnegie Hall. Er arbeitete auch mit Michael Feinstein, Portia Nelson, Laurel Massé, Sally Mayes und vielen anderen. Arnold war auch der musikalische Leiter und Begleiter für alle sechs Ausgaben von Larry Kerchners Hidden Treasures, einem Varieté-Programm mit Kerchners Werken.
Arnold arbeitete in der New Yorker Jazzszene ab den 1980er-Jahren u. a. auch mit den Vokalisten Margaret Whiting (Come a Little Close, 1984), Larry Carr und Ralph Brande. Im Bereich des Jazz war er laut Tom Lord zwischen 1986 und 1996 an zehn Aufnahmesessions beteiligt. außerdem als Arrangeur mit dem Reel Bach Consort. In den New Yorker Kabarettszene war er als Begleiter von Sängern wie Jeff Macauley, Judi Mark, Celia Berk und Carol Woods tätig.
Arnold war Dozent für das jährliche Kabarettsymposium im Eugene O'Neill Theatre Center und setzte diese Funktion für dessen Nachfolgeprogramm, die Cabaret Conference an der Yale University, fort. Viele Jahre lang war er ein Mentor für junge Künstler an der alljährlichen Sommer-Songbook-Akademie der Great American Songbook Foundation von Michael Feinstein. Arnold hatte Feinstein 1982 kennengelernt. Zu dieser Zeit probte er einen neuen Club-Act für Margaret Whiting und Rosemary Clooney in ihrem Haus in Beverly Hills. Feinstein war nebenan für die Archivierung von Musik für Ira Gershwin tätig.
Als Komponist ist Arnolds Musik eine Synthese aus klassischen, lateinamerikanischen und Jazz-Idiomen. Seine Kompositionen wurden von Organisationen wie dem Los Angeles Philharmonic Orchestra, dem Dallas Symphony Orchestra, dem New York Saxophone Quartet und vielen anderen in Auftrag gegeben, veröffentlicht und aufgenommen. Er war außerdem mehrfacher Gewinner des jährlichen ASCAP-Preises für Musikkomposition. Er war Mitglied von ASCAP und der Musikergewerkschaft Local 802. Er schrieb u. a. eine Sonate für zwei Trompeten und Piano.